# Convection granulaire
Pour les articles homonymes, voir Convection (homonymie).

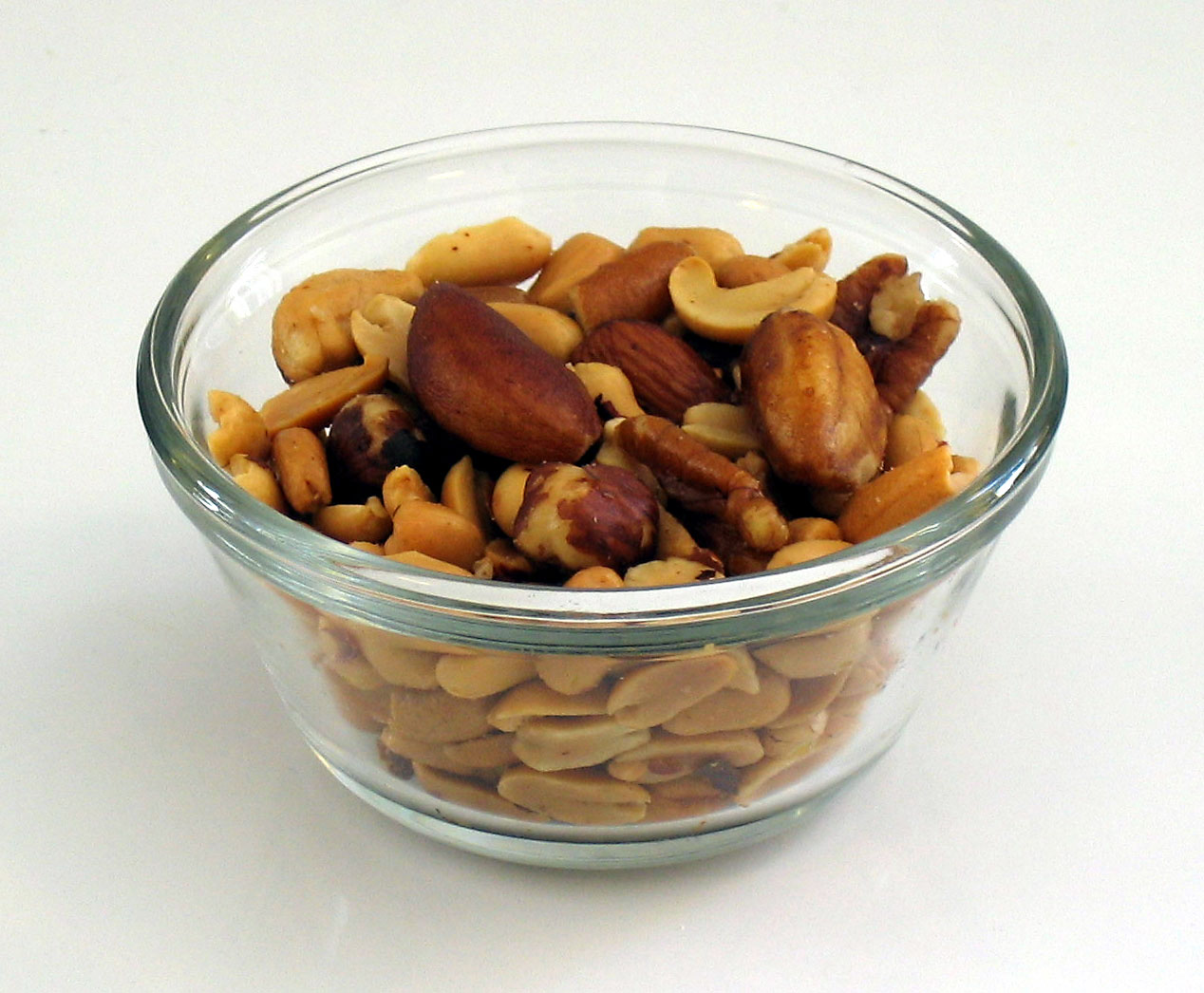
Les noix du Brésil se retrouvent en haut du mélange de noix.

La convection granulaire est un phénomène où un matériau granulaire soumis à des secousses ou à des vibrations montre un mouvement interne analogue à la convection dans les fluides. Ce phénomène contre-intuitif est surnommé l'effet noix du Brésil (voir ségrégation en milieu granulaire) lorsque les particules les plus grosses se retrouvent en surface d'un matériau granulaire contenant un mélange d'objets de tailles différentes : cela vient de l'exemple typique d'un conteneur de noix mélangées, où les plus grandes sont les noix du Brésil. Le phénomène est également connu sous le nom d'effet muesli, puisqu'on peut le voir dans les paquets de céréales de petit déjeuner contenant des particules de différentes tailles mais de densité similaire, comme le mélange de muesli.
Dans des conditions expérimentales, on a observé que la convection granulaire de particules de tailles différentes forme des cellules de convection semblables à celles observées dans les fluides,. La convection dans les écoulements granulaires est en train de devenir un phénomène bien identifié.